# 菲勒城 (密歇根州)
菲勒城（英語：Filer City）是位於美國密歇根州馬尼斯蒂縣菲勒特設鎮區的一個普查規定居民點。

## 人口
根據2020年美國人口普查的數據，菲勒城的面積為0.60平方千米，當中陸地面積為0.60平方千米，而水域面積為0.00平方千米。當地共有人口136人，而人口密度為每平方千米226.67人。